# Museu de Pedra Ramis Bucair
O Museu de Pedras Ramis Bucair é um bem tombado localizado no município de Cuiabá, no Mato Grosso.
O Museu Ramis Bucair é uma museu particular, criado pelo pesquisador, agrimensor e espeleólogo Ramis Bucair. Sua coleção tem um acervo de mais de 4 mil peças arqueológicas, incluindo pedras preciosas, semi-preciosas e fósseis descobertos em Mato Grosso. Além de cartas de mapas antigos, artefatos indígenas, animais empalhados, fósseis de peixes, crustáceos, pedras com registros rupestres, fêmures de dinossauros, meteoritos e até um pedaço de rocha lunar, que lhe foi enviado pela NASA..
O museu foi inaugurado em abril de 1959, porém, o estabelecimento encerrou as atividades em 20 dezembro de 2011, dia do falecimento de Ramis Bucair. De acordo com o filho mais velho dele, o engenheiro Ramis Bucair Júnior, não há previsão de que o museu seja reaberto devido à falta de incentivo e apoio dos órgãos públicos. Além disso, o herdeiro também crê que os mato-grossenses não velorizaram os feitos de seu pai, e isso também teve influencia no o fechamento do museu.
O museu foi tombado pelo Instituto do Patrimônio Histórico e Artístico Nacional (IPHAN) junto com todo o Centro Histórico de Cuiabá.